# Magia veneno
«Magia veneno» es una canción de rock interpretada por la banda argentina Catupecu Machu, que fue publicada en su cuarto álbum de estudio titulado El número imperfecto (2004), fue lanzada como sencillo principal en el mes de octubre de ese mismo año bajo su discográfica EMI Music.

## Antecedentes
La canción fue escrita por Ruiz Díaz (el líder de la banda), y es un recordatorio de que la vida está llena de matices y que la belleza a menudo reside en aceptar y abrazar estos contrastes.
La canción recibió varias nominaciones por ejemplo en la lista de los mejores 40 canciones del rock en Argentina obteniendo el puesto 28°. y el de la lista de las 500 mejores canciones del Rock Iberoamericano obteniendo el 340°

## Lista de canciones

### CD - Pomo[9]
| Magia veneno — Single |                |          |  |
| N.º                   | Título         | Duración |  |
| 1.                    | «Magia veneno» | 3:26     |  |

## Posiciones en las listas
| Listas (2008)                              | Posición |
| ------------------------------------------ | -------- |
| Estados Unidos Billboard Latin Pop Airplay | 76       |

## Premios y nominaciones
| Año  | Publicación | País      | Lista                                 | Puesto |
| ---- | ----------- | --------- | ------------------------------------- | ------ |
| 2006 | Alborde     | EUA       | 500 canciones del Rock Iberoamericano | 340°   |
| 2007 | Rock.com.ar | Argentina | Las 100 de los 40                     | 28°    |